# Atlantiano
L'Atlantiano (Dig Adlantisag) è una lingua artificiale creata da Marc Okrand per il film Disney Atlantis - L'impero perduto. Era stata creata per essere una sorta di possibile "lingua madre" dell'umanità intera, e quindi si rifaceva ad un vocabolario indoeuropeo utilizzando una propria grammatica.
L'Atlantiano utilizza una sintassi Soggetto Oggetto Verbo. Gli aggettivi seguono i nomi a cui fanno riferimento mentre gli avverbi seguono i verbi. L'atlantiano utilizza più posposizioni che preposizioni. Usa tre tempi verbali riconosciuti: presente perfetto, presente, e futuro. Vi sono inoltre tre casi: nominativo, accusativo, e vocativo.

## Fonologia

### Vocali
| Centrali     | Posteriori |   |   |
| Chiuse       | i          |   | u |
| Quasi chiuse | ɪ          |   | ʊ |
| Semichiuse   | e          |   | o |
| Medie        |            | ə |   |
| Semiaperte   | ɛ          |   | ɔ |
| Quasi aperte |            |   |   |
| Aperte       | a          |   |   |

### Consonanti
|                        | Bilabiali | Alveolari | Alveolo- palatali | Palatali | Velari | Labiovelari |
| Occlusive              | p b       | t d       |                   |          | k ɡ    |             |
| Nasali                 | m         | n         |                   |          |        |             |
| Fricative              |           | s         | ʃ                 |          | x      |             |
| Approssimanti          |           |           |                   | j        |        | w           |
| Vibranti               |           | r         |                   |          |        |             |
| Approssimanti laterali |           | l         |                   |          |        |             |

## Sistemi di scrittura

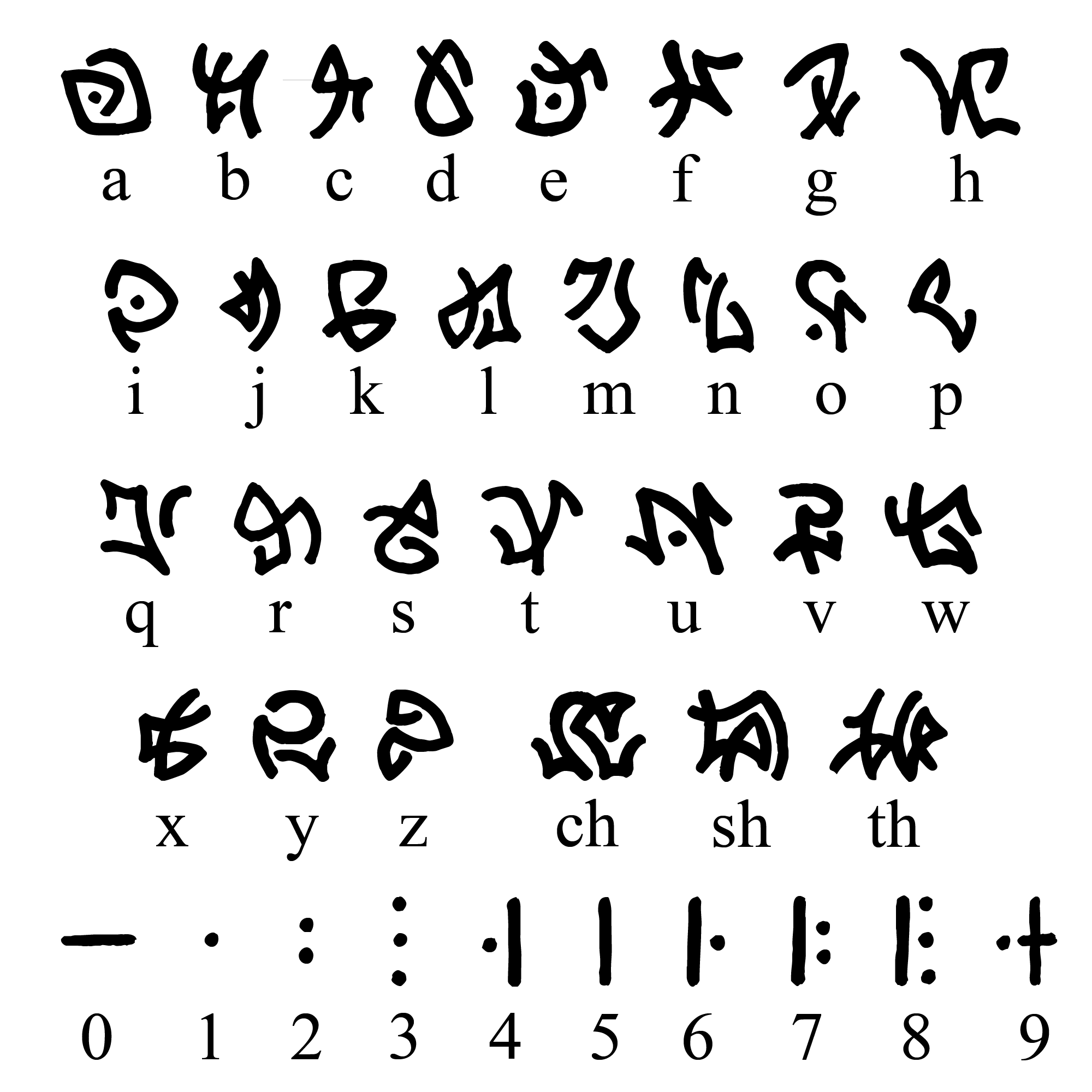
L'alfabeto e i numeri atlantiani

I sistemi di scrittura per l'Atlantiano sono tre:
- L'alfabeto atlantiano
- L'alfabeto dello scrittore
- L'alfabeto del lettore

### Alfabeto Atlantiano
Gli Atlantidei usano una scrittura alfabetica bustrofedica composta da 29 grafemi, basato sull'alfabeto ugaritico. 

### Alfabeto dello scrittore e l'alfabeto del lettore
L'alfabeto dello scrittore è il sistema di translitterazione "ufficiale" dell'atlantiano, mentre l'alfabeto del lettore è stato ideato per facilitare la lettura dei testi ai doppiatori del film.
| Alfabeto dello scrittore | Alfabeto del lettore | IPA      |
| ------------------------ | -------------------- | -------- |
| A a                      | ah, uh               | /a/, /ǝ/ |
| B b                      | b                    | /b/      |
| G g                      | g                    | /ɡ/      |
| D d                      | d                    | /d/      |
| E e                      | eh, e                | /e~ɛ/    |
| U u                      | oo, uh               | /u~ʊ/    |
| W w                      | w                    | /w/      |
| H h                      | kh                   | /x/      |
| I i                      | ee, ih               | /i~ɪ/    |
| Y y                      | y                    | /j/      |
| K k                      | k                    | /k/      |
| L l                      | l                    | /l/      |
| M m                      | m                    | /m/      |
| N n                      | n                    | /n/      |
| O o                      | oa, oh               | /o~ɔ/    |
| P p                      | p                    | /p/      |
| R r                      | r                    | /r/      |
| S s                      | s                    | /s/      |
| Sh sh                    | sh                   | /ʃ/      |
| T t                      | t                    | /t/      |

## Estratto
- Nishentop Adlantisag, Kelobtem Gabrin karoklimik bet gim demottem net getunosentem bernotlimik bet kagib lewidyoh.

### Scrittura del lettore
NEE-shen-toap AHD-luhn-tih-suhg, KEH-loab-tem GAHB-rihn KAH-roak-lih-mihk bet gihm DEH-moat-tem net GEH-tuh-noh-sen-tem behr-NOAT-lih-mihk bet KAH-gihb LEH-wihd-yoakh.

### Traduzione
"O spiriti di Atlantide, perdonatemi per aver profanato la vostra camera e per aver portato degli intrusi nel nostro paese!"
- Tabtop luden nebet kwam gesu bogekem deg yaseken gesugotoh

### Scrittura del lettore
TAHB-toap LOO-den NEH-bet kwahm GEH-soo BOH-geh-kem deg YAH-seh-ken GEH-soo-goan-tokh.

### Traduzione
"Padre, questa gente può aiutarci."